# Естланн
Естланн чи Естланнет (норв. Østlandet), або Еустланнет (нюн. Austlandet) — східний економічний район Норвегії. Це найрозвинутіша в економічному відношенні частина Норвегії. Має у своєму складі фюльке Осло, Акерсгус, Естфолл, Бускерюд, Вестфолл, Телемарк, Гедмарк і Оппланн.

## Географія
Регіон відмежовується горами на півночі і на заході, кордоном із Швецеєю на сході і Вікеном та Скагерраком на півдні. Межа із Серланнетом менш явна. Гори досягають висоти 2 469 м у Йотунгемі.
Долини вирізуються глибоко в гори, від сходу до заходу головні долини є Остердал, Гудбраннсдал, Валдрес, Голлінгдал, Намедал і долини Телемарку. Остердал оточен здебільше плоскими областями лісів хвойного дерева. Область навколо Осло-фіорд і на північний схід порівняно плоскі, і є ділянки інтенсивно оброблених земель: Гедмарк, Тотен, Гаделанн, Рінгеріке тощо. Щільність населення в рівнинах є найвищою в країні, і приблизно 40 % з населення Норвегії живе в межах 200 км від Осло. Численні острови розташовані біля узбережжя, створюючи рай для плавців і веслярів в літку.

## Промисловість
У місті Осло представлений широкий спектр промислових галузей, у тому числі металургія, машинобудування, борошномельна, поліграфічна, а також майже вся текстильна промисловість. Осло — центр суднобудування. На частку району Осло припадає близько 1/5 всіх зайнятих у промисловості країни.
На північний схід від Осла є місто Сарпсборґ, другий за величиною промисловий центр країни. У Скагерраку розташовані підприємства лісопильної і целюлозно-паперової промисловості, які працюють на основі місцевої сировини. З цією метою використовуються лісові ресурси басейну р. Гломма.
На західному березі Осло-фіорд у, на південний захід від Осло, розташовані міста, промисловість яких пов'язана з морем і переробкою морепродуктів. Це центр суднобудування Тенсберґ і колишня база норвезького китобійного флоту Саннефіорд.

## Люди, культура, традиції
Норвезькі говірки, що є у вжитку на південному сході, подібні до загальнонорвезької мови, але є деяка варіація в граматиці, словнику і вимові. Діалекти внутрішніх гористих областей (Гедмарк, Оппланн, і внутрішні частини Бускерюду і Телемарку) — важкі для розуміння рідномовців інших норвезьких говірок. Говірки берегових областей (Телемарк, Вестфолл, Акерсгус, Бускерюд, Осло і Остфоллу) подібні до письменної мови (бокмол).
Східні ліси Фінескогену є домікою етнічної меншини, іммігрантів з Фінляндії, яки переселились у 17-му ст. Їхня мова і культура була збережена у XX сторіччі, але нині тільки народна пам'ять і спеціфічна вимова залишились. Найпівденніша група норвезьких Саамі є на північному сході, в Інгердалі.
Культура гірських долин зберігається краще, ніж більш урбанізовані столичні області.
Осло, столиця Норвегії, притягує людей з усієї Норвегії. Більшість іммігрантів селяться також тут. Є численні мечеті, індуські раки, храми сикхів і ступи буддистів, надаючи Осло космополітичний вигляд.